# 不虚此行 (中国电影)
《不虚此行》（英語：All Ears）是曹保平监制，刘伽茵执导兼编剧，由胡歌领衔主演，吴磊及齐溪主演的电影。本片獲得第二十五屆上海國際電影節金爵獎主競賽單元最佳導演與最佳男演員獎。
这是胡歌及吴磊继《琅琊榜》后再度合作之作品。此片于2022年3月18日正式官宣并开机。3月下旬，片名官宣图正式发布。同年5月18日，先导海报与英文片名正式公开。电影主要讲述撰写悼词为生的“掉队”编剧，在平衡自己与世界的关系中寻找生命的答案，最终找到了自己的人生方向。

## 演员阵容
- 胡歌 饰演 闻善，编剧，后撰写悼词为生。

- 吴磊 饰演 小尹，闻善的伙伴。他的存在是闻善的慰藉，也是闻善人格中的希望与补充。

- 齐溪 饰演 邵金穗，性格大大咧咧，无所畏惧。千里迢迢找到闻善只为给朋友的悼词讨个说法。

- 白客 饰演 潘聪聪，殡仪馆工作人员，促使闻善成为悼词作家的人。

## 奬項
| 年份 | 颁奖典礼                   | 奖项       | 入圍者 | 结果 |
| 2023 | 第25屆上海國際電影節金爵獎 | 最佳導演   | 劉伽茵 | 獲獎 |
| 2023 | 第25屆上海國際電影節金爵獎 | 最佳男演員 | 胡歌   | 獲獎 |